# Агар, Жак
Жак (Я́коб) д’Ага́р (фр. Jacques d'Agar, дат. Jacob d'Agar; 1642, Шарантон-ле-Пон, Королевство Франция — 16 ноября 1715, Копенгаген, Королевство Дания) — французский живописец-портретист, значительную часть жизни работавший в Англии и Дании. Академик Королевской Академии живописи и скульптуры в Париже (1675–1682), придворный художник королей Дании Кристиана V и Фредерика IV.

## Биография

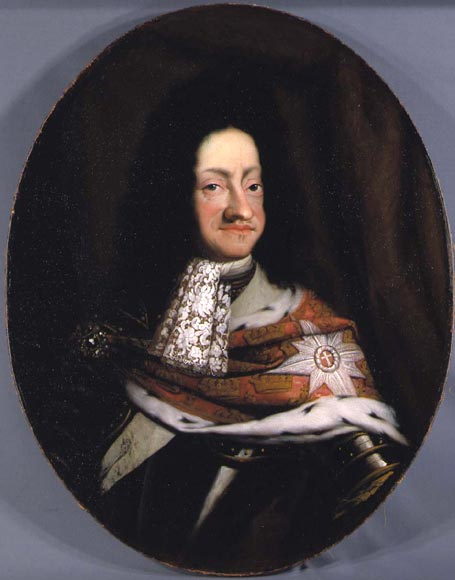
Портрет Кристиана V работы Агара

Жак д’Агар родился в Шарантон-ле-Пон в 1642 году. Как считается, был учеником Якоба Фердинанда Фута. В 1675 году стал членом Парижской академии художеств как исторический живописец. Однако 31 января 1682 года, в связи с отменой Нантского эдикта, был изгнан из Академии как протестант. Он покинул Францию в том же году и больше туда не возвращался. Агар удалился в Англию и там прославился живописью портретов, потом работал при дворах Северной Германии и, наконец, приглашён был в Копенгаген, где король Кристиан V сделал его своим камергером. Таким же расположением пользовался он и у преемника Кристиана V, Фредерика IV.
Агар бесспорно имел влияние на живописцев Дании, где он провёл лучшее время своей жизни. Художник умер в 1715 году в Копенгагене. Сын д’Агара Шарль также стал известным портретистом.